# Art Mooney

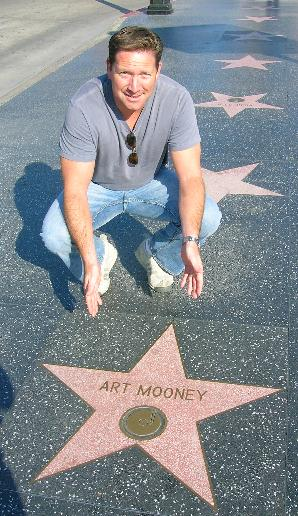
Art Mooney na Alei gwiazd w Hollywood

Art Mooney (ur. 4 lutego 1911 w Lowell w stanie Massachusetts, zm. 1993 na Florydzie) – amerykański wokalista.
Muzyką interesował się od najmłodszych lat, a jako nastolatek biegle opanował grę na saksofonie tenorowym. Osiadł w Detroit i tam grał w lokalnych orkiestrach stylistycznie zbliżonych do Guya Lombardo aż do powołania go do wojska w czasie II wojny światowej.
Po jej zakończeniu wraca do Nowego Jorku i organizuje swoją orkiestrę w nowym swingowym stylu. Przez krótki czas grał w jego orkiestrze saksofonista Sid Caesar, który zrobił karierę w początkach telewizji programem "Your Show Of Shows". W połowie 1945 orkiestra otrzymała propozycję pracy i kontrakt z wytwórnią filmową. W 1946 uczestniczy w kręceniu krótkich filmów przedstawiających piosenki nieznanego wówczas Deana Martina. W 1947 do orkiestry przyłącza się kwartet wokalny znany jako Ames Brothers.
Od 1946r trwa długi i płodny okres współpracy z wytwórnią MGM. Pierwsze nagrania w 1946 to "Stars Fell On Alabama" [MGM 9045], cover Frankie Laine'a "That's My Desire" [MGM 10 020],"You Should Have Told Me" [MGM 10 030] i "As Long As I'm Dreaming" [MGM 10 034]. W końcu 1947 Mooney próbuje zmienić swoje brzmienie,wprowadzając tzw. Philadelphia Mummers Sound, powstałe około 1900, polegające na kombinacji orkiestry marszowej, sekcji saksofonów i banjo, typowe dla amerykańskich orkiestr biorących udział w dorocznych paradach Years Day. To dominujące brzmienie banjo [Mike Pignatore], z użyciem chóru śpiewającego unisono, przyniosło rezultat w postaci hitu #1 "I'm Looking Over A Four Leaf Clover", który sprzedał się w 2 mln egzemplarzy.
Następnym sukcesem był stary standard "Baby Face", który też uzyskał status Złotej Płyty w 1947 i wydany rok później "Bluebird Of Happiness" z wokalem Buda Breesa i Galli Sisters z poetycką recytacją samego Arta Mooneya. W ciągu niecałego roku sprzedano ponad 3 mln płyt orkiestry.
W 1949 przynosi obustronnie nagrany singiel "Beautiful Eyes"/"Doo De Doo On An Old Kazoo". Na początku lat 50. nagrywa z umiarkowanym sukcesem swoją wersję utworu "If I Knew You Were Comin I'd've Baked A Cake" Eileen Barton. W tym okresie z orkiestrą występował śpiewak Bob Manning, który zasłynął później wielkim przebojem "The Nearness Of You".
Po okresie niezbyt dużych sukcesów rynkowych powraca na listy przebojów w początkach ery rock'n'rolla hitem "Honey Babe", który spędza ponad cztery miesiące na listach bestsellerów. Następny przebój to piosenka autorstwa Arta Mooneya - "Nuttin' For Christmas", w której partie wokalne śpiewał 7-letni Barry Gordon, znana później z wykonania Fontaine Sisters. Sam Mooney gra w filmach "The Opposite Sex" i "The Women".
Na początku lat 60., po długim okresie współpracy z MGM, Art Mooney zmienia wytwórnię na Decca Records. Grywa w lokalach w swoim stanie i występując sporadycznie na galach w Las Vegas. Na początku lat 70. bierze udział w tournée pod hasłem "The American Big Band Cavalcade". Umiera w wieku 82 lat w 1993 na Florydzie.